# A Fogueira das Vaidades (romance)
A Fogueira das Vaidades (em inglês: The Bonfire of the Vanities) é um romance, lançado em 1987, de Tom Wolfe. A obra foi publicada no Brasil pela editora Rocco, com tradução de Lia Wyler. A história é um drama sobre ambição, racismo, classe social, política e ganância na cidade de Nova York dos anos 1980, e centra-se em três personagens principais: o corretor da bolsa de valores Sherman McCoy, o promotor público judeu Larry Kramer e o jornalista expatriado britânico Peter Fallow.
O romance foi originalmente concebido como uma série, inspirado no formato de publicação já utilizado por Charles Dickens. Sua publicação se deu em 27 capítulos nas edições da revista Rolling Stone, a partir de 1984. Wolfe o revisou antes de ser publicado em livro. O romance foi um best-seller de grande repercussão. Muitas vezes foi chamado de romance quintessencial da década de 1980, e em 1990 foi adaptado para o cinema, dirigido por Brian De Palma.

## Título
O título é uma referência à histórica Fogueira das Vaidades, que aconteceu em 1497, em Florença, na Itália, quando a cidade era governada pelo padre dominicano Girolamo Savonarola, que ordenou que os objetos que as autoridades da igreja consideravam pecaminosos fossem queimados, entre eles cosméticos, espelhos, livros e arte.

## Contexto Histórico
Wolfe queria que seu romance refletisse a essência da cidade de Nova York na década de 1980.
Á sombra de Wall Street, a cidade era um foco de tensão racial e cultural. O ambiente era de confrontos constantes, com vários incidentes de racismo, como os assassinatos - em bairros brancos - de dois homens negros: Willie Turks, que foi assassinado na região de Gravesend, no Brooklyn, em 1982, e Michael Griffith, que foi morto em Howard Beach, no Queens, em 1986. Em outro episódio que recebeu muita atenção da mídia, Bernhard Goetz tornou-se uma espécie de herói popular na cidade ao atirar contra um grupo de jovens negros que tentou assaltá-lo no metrô em 1984. 
Burton B. Roberts, um juiz do Bronx, conhecido pela maneira sensata de seus julgamentos, foi a inspiração para o personagem Myron Kovitsky no livro.

## Escrita e Publicação
Wolfe começou as pesquisas para escrever o romance observando casos no Tribunal Criminal de Manhattan, e acompanhando membros da divisão de homicídios da polícia, no Bronx. 
Para superar um momento de bloqueio de escritor, Wolfe escreveu a Jann Wenner, editor da revista Rolling Stone, para propor uma ideia inspirada em Charles Dickens e Thackeray. Esses escritores vitorianos, que Wolfe via como seus modelos, muitas vezes escreveram seus romances em fascículos. Wenner ofereceu a Wolfe cerca de $ 200.000 para escrever o romance em uma série.
A pressão do prazo deu a ele a motivação que ele esperava e, de julho de 1984 a agosto de 1985, cada edição quinzenal da Rolling Stone continha um novo capítulo. 
Wolfe não gostou de seu "primeiro rascunho público" e revisou completamente seu trabalho. Até Sherman McCoy, o personagem central do romance, mudou - originalmente um escritor, na versão do livro ele é um corretor da bolsa de valores. (Wolfe surgiu com a ocupação revisada depois de passar um dia na seção de títulos do governo da Salomon Brothers).
Wolfe pesquisou e revisou seus escritos por dois anos. A Fogueira das Vaidades foi publicado em 1987. O livro foi um sucesso comercial e de crítica.

## Enredo
A história gira em torno de Sherman McCoy, um bem-sucedido corretor da bolsa de valores de Nova York. A vida opulenta de McCoy, autodenominado "Mestre do Universo", é gradualmente destruída quando ele e sua amante, Maria Ruskin, acidentalmente entram no Bronx à noite enquanto voltam do Aeroporto Kennedy para Manhattan. Ao ver a rampa de acesso à rodovia bloqueada por latas de lixo e um pneu, McCoy sai do carro para abrir caminho. Abordados por dois homens negros que julgam ser assaltantes, McCoy e Ruskin fogem. Depois que Ruskin assume o volante do carro para fugir, o carro derrapa, aparentemente atingindo um dos supostos assaltantes.
Peter Fallow, um ex-jornalista alcoólatra do tabloide City Light, vê uma oportunidade quando é persuadido a escrever uma série de artigos sobre Henry Lamb, um jovem negro que disse ter sido vítima de um atropelamento e fuga de um motorista branco rico. Fallow aceita cinicamente as manipulações do reverendo Bacon, um líder religioso e político do Harlem. Os artigos de Fallow sobre o assunto iniciam uma série de protestos, e a cobertura da mídia sobre o caso Lamb cresce descontroladamente.
Candidato à reeleição e acusado de lentidão no caso Lamb, o promotor distrital do condado do Bronx, obcecado pela mídia, Abe Weiss, pressiona as autoridades pela prisão de McCoy. As evidências incluem o carro de McCoy (que corresponde à descrição do veículo envolvido no suposto atropelamento e fuga), além da resposta evasiva de McCoy ao interrogatório policial.
A partir daí McCoy é preso, e libertado sob fiança, mas vê sua vida desabar quando seu nome se torna público e atrelado ao caso Lamb.

## Estilo e conteúdo
A Fogueira das Vaidades foi o primeiro romance de Wolfe. As obras anteriores de Wolfe eram, principalmente, artigos e livros-reportagem de não ficção. Seus contos anteriores apareceram em sua coleção Mauve Gloves & Madmen, Clutter & Vine.
De acordo com Wolfe, os personagens foram idealizados a partir de muitos indivíduos e observações culturais. No entanto, alguns foram baseados em pessoas reais. Wolfe reconheceu que o personagem de Tommy Killian é baseado no advogado nova-iorquino Edward Hayes, a quem o livro é dedicado. O personagem do reverendo Bacon é considerado por muitos como baseado nos reverendos Al Sharpton e/ou Jesse Jackson.
Em 2007, no 20º aniversário de publicação do livro, o The New York Times fez uma retrospectiva de como Nova York mudou desde o romance de Wolfe.

## Recepção
O livro foi um best-seller e recebeu críticas contundentes.  O New York Times elogiou o livro, dizendo que era "um livro grande, amargo, engraçado e astutamente maquinado, que te pega pela lapela e não solta", mas criticou seus personagens às vezes superficiais, dizendo que quando "o livro acaba, há um sabor estranho, não totalmente agradável."

## Adaptações
Em 1990, A Fogueira das Vaidades foi adaptado para o cinema, e estrelado por Tom Hanks como Sherman McCoy, Kim Cattrall como sua esposa Judy, Melanie Griffith como sua amante Maria e Bruce Willis como o jornalista (e narrador do filme) Peter Fallow. O roteiro foi escrito por Michael Cristofer. Wolfe recebeu $ 750.000 pelos direitos cinematográficos. O filme foi um fracasso comercial e crítico.
Uma adaptação para ópera, com música de Stefania de Kenessey, e libreto e direção de Michael Bergmann, foi encenada em Nova York em 9 de outubro de 2015.
Em 2016, a Amazon Studios, em associação com a Warner Bros., anunciou uma série dramática de oito episódios baseada no livro, produzida por Chuck Lorre (Two and a Half Men, B Positive), a ser distribuída pela Amazon Video.

## Leituras
- Ragen, Brian Abel (2002), Tom Wolfe: A Critical Companion, ISBN 0-313-31383-0, Westport, CT: Greenwood Press
- Scura, Dorothy, ed. (1990), Conversations with Tom Wolfe, ISBN 0-87805-426-X, Jackson: University Press of Mississippi
- Shomette, Doug, ed. (1992), The Critical Response to Tom Wolfe, ISBN 0-313-27784-2, Westport, CT: Greenwood Press